# Zinda
Pour plus de détails, voir Fiche technique et Distribution.
Zinda (hindi : ज़िन्दा) est un film indien réalisé par Sanjay Gupta, sorti en 2006.
Il s'agit d'un remake non officiel du film sud-coréen Old Boy (2003). Les producteurs de ce film envisagent des poursuites judiciaires pour plagiat mais la faillite de leur compagnie interrompt la procédure.

## Synopsis
Balajeet "Bala" Roy, un programmeur de logiciels, vit une vie de rêve avec sa femme Nisha Roy, enceinte de leur premier enfant. Bala est brutalement enlevé et enfermé dans une cellule sans recevoir la moindre explication de ses mystérieux ravisseurs. Il est relâché 14 ans plus tard, toujours sans la moindre explication, et cherche à retrouver ses ravisseurs pour se venger d'eux. Il est aidé en cela par Jenny, une chauffeur de taxi.

## Fiche technique
- Réalisation : Sanjay Gupta
- Scénario : Sanjay Gupta et Suresh Nair
- Photographie : Sanjay Gupta
- Montage : Bunty Nagi
- Musique : Vishal-Shekhar
- Société de production : White Feather Films
- Pays d'origine :  Inde
- Langue originale : hindi, anglais, thaï
- Format : couleur - 2,35:1 - Dolby Digital
- Genre : thriller
- Durée : 116 minutes
- Dates de sortie : 
  -  Inde : 12 janvier 2006

## Distribution
- Sanjay Dutt : Balajeet Roy
- John Abraham : Rohit Chopra
- Lara Dutta : Jenny Singh
- Celina Jaitley : Nisha Roy
- Mahesh Manjrekar : Joy Fernandes
- Rajendranath Zutshi : Woo Fong

## Accueil
Le film n'a connu qu'un succès modéré au box-office indien.